# 호리프로
호리프로(일본어: ホリプロ)는 일본의 연예 기획사이다.

## 개설
1960년 5월에 유한회사 호리 프로덕션(堀プロダクション)으로 설립되어, 1963년 1월에 주식회사로 개편하여, 사명을 호리 프로덕션(ホリプロダクション/약칭:호리프로)으로 개명. 1990년 10월에 주식회사 호리프로로 2번째 개칭, 지금까지의 약칭명이 정식 사명이 되었다.
〈연예 프로덕션을 하나의 기업으로 사회에 인지시키고 싶다〉라는 생각에서 경영의 건전화를 추진, 1989년에 업계 최초의 기업공개, 1997년에는 도쿄 증권거래소 2부 상장, 2002년 9월에는 도쿄 증권거래소 1부 상장. 그러나, 2011년 12월에는, 경영 환경의 변화로부터 경영의 자유를 보장하기 위해, MBO에 의한 상장 폐지를 발표했다.
대표 이사 회장 겸 사장 호리 요시타카. 창업자 호리 타케오.

## 관련 프로덕션
- 호리프로 부킹 에이전시 - 배우 중심의 매니지먼트를 실시하고 있다.
- 호리프로 컴 - 2003년 설립. 호리프로 본체 소속의 개그맨을, 이적한 M2 컴퍼니 소속의 개그맨과 함께 해당 회사에 통합했다.
- 신 음악 협회
- 호리 에이전시 - 모델 에이전시로 설립. 현재는 보통 연예 프로덕션으로의 영업을 메인으로 하고 있다.
- 호리프로 엔터테인먼트 그룹 (HoriPro Entertainment Group, Inc.) - 해외 음악 판권 비즈니스를 중심으로 하고 있다.
- 호릭스 (HORIX) - 영상 제작 회사. 극장 영화, 텔레비전 드라마 기획·제작을 실시하고 있다. 구 호리 기획 제작.
- 부스
- 프로덕션 파오
- Depeche (디페쉬) 자본 업무 제휴

## 소속

### 남성 탤런트
- 아자키 모토무
- 아베 츠요시
- 이케마츠 소스케
- 이케다 테츠히로
- 이시가키 유마
- 이시카와 젠
- 이치무라 마사치카
- 우치다 아사히
- 오이카와 미츠히로
- 오오이시 고로
- 오오누키 유스케
- 오제키 리쿠 만들기
- 오미 토시노리
- 카가 다케시
- 카키자와 하야토
- 카사마츠 쇼
- 카자마 신노스케
- 키쿠타 다이스케
- 키타오오지 킨야
- 키무라 료
- 사코다 타카야
- 시라이시 슌야
- 스가 겐타
- 스즈키 카즈마
- 스즈키 료헤이
- 타구치 히로마사
- 타케우치 토시
- 타케우치 료마
- 타케다 신지
- 타시로 마리오
- 츠마부키 사토시
- 츠루미 싱고
- 나카오 아키요시
- 반도 미노스케
- 히라카타 겡키
- 후지와라 타츠야
- 후나코시 에이치로
- 후루카와 유키
- 마에다 고키
- 마츠나가 히로시
- 마츠야마 켄이치
- 야노 마사토
- 야마자키 유타
- 야마다 준다이
- 요시다 코타로

### 여성 탤런트
- 아이카 미레
- 아이하라 미카
- 아즈마 치즈루
- 아다치 리카
- 아비루 유
- 아베코
- 아야세 하루카
- 아란 케이
- 아리마 이네코
- 이이노 메구미
- 이시바시 안나
- 이시하라 사토미
- 이토 카즈에
- 이모리 미유키
- 이리키 마리
- 우에하라 사쿠라
- 오오사와 이츠미
- 오노 이토
- 오카 미츠코
- 오지마 치카
- 카에치 모모코
- 카도타 노리코
- 쿠라마스 유키
- 코토미
- 타카죠 쥬이
- 츠바사
- 토모에 케이
- 하루카 크리스틴
- 히노 마이
- bomi
- 마린
- 미타데라 리사
- 모리모토 노조미
- 야마다 미오
- 카시이 유우
- 카타히라 나기사
- 카미하라 마유
- 키나미 하루카
- 쿠리타 요코
- 쿠보타 마키
- 코쥬 타츠키
- 코지마 루리코
- 코도 카오루
- 콘 요코
- 사이토 요코
- 사카이 아야나
- 사카키바라 이쿠에
- 사쿠라다 세이코
- 사사키 모요코
- 사사모토 레나
- 사츠카와 아이미
- 사토 치아키
- 사토 히토미
- 사토 미키
- 사노 히나코
- SHEILA
- 시라하네 유리
- 스즈키 사와
- 세이미야 유미
- 타카하시 히토미
- 타카하타 미츠키
- 타카라 히카리
- 타키구치 미라
- 타시로 사야카
- 토코시마 요시코
- 토다 나호
- 나카다 요시코
- 나카벳푸 아오이
- 나카무라 마미
- 나카무라 메이코
- 나기사 아키
- 니이야마 치하루
- 니시무타 메구미
- 하시야스메 아츠코 (전 BiSH)
- 하마구치 준코
- 하마다 마하
- 히키 리에
- 히라야마 아야
- 후카다 쿄코
- 후지타 토모코
- 프랭크 리나
- 호리코시 노리
- 마에카와 미나
- 마부치 에리카
- 미사키 아야메
- 미도리 유리에
- 미나미
- 미야자키 요시코
- 미야마 카렌
- 모모세 미사키
- 모리타 스즈카
- 야자와 에리카
- 야마세 마미
- 야마네 치카
- 야마노 우미
- 유카
- 유키 미오
- 유즈키 후카
- 윤손하

#### AKB48 그룹졸업생
- 이시다 하루카
- 이와타 카렌
- 오오시마 마이
- 오오호리 메구미
- 오카베 린
- 이타노 토모미
- 카사이 토모미
- 첸츄
- 니토 모에노
- 미야자키 미호
- 미야자와 사에
- 야마우치 스즈란

### 남성 개그 탤런트
- 아리 to 키리기리스
  - 이시이 마사노리
  - 이시즈카 요시유키
- 이지리 오카다
- 이쥬인 히카루
- 사마~즈
  - 미무라 마사카즈
  - 오오타케 카즈키
- 츠부야키시로

### 문화인·예술가
- 아카마츠 미사코
- 아리무라 콘
- 이이보시 케이코
- 이와이 시마코
- 우츠키타 마히로
- 에가와 타츠야
- 오오히라 타카유키
- 오오야 에이코
- 오쿠조노 토시코
- 김경주
- 쿠리모토 신이치로
- 군지 사다노리
- 켄 조셉
- 코카미 쇼지
- 세토구치 히토시
- 츠츠이 야스타카
- 츠보야 이쿠코
- 나카무라 이치야
- 니시카와 아야코
- 니노미야 세이쥰
- 판체타 타키코
- 판체타 지롤라모
- 피터 프랑클
- 후지시로 세이지
- 후지타 타카코
- 마키야마 준코
- 마츠 아키라
- 마츠에 요시코
- 미즈키 카오리
- 326
- 미야모토 아몬
- 모리사키 유키
- 야마모토 신야
- 유아사 타카시
- 유카와 레이코
- 요네야마 키미히로
- 리타 제이

### 캐스터·DJ
- 이와세 케이코
- 오오츠보 치나츠
- 코지마 아사코
- 세야마 마리코
- 센다 마사호
- 마치 아세이
- 마츠모토 토모코
- 마미야 유키
- 마루오카 이즈미

### 호리프로 아나운서즈 프로모션
구 아나운스실.
- 아오야기 아이
- 아메미야 토모에
- 아라이 사오리
- 이구치 레이네
- 이시이 키와
- 우미츠키 마사미
- 오노 시노부
- 카토오노 사오리
- 카와미나미 마이
- 쿠노 토모미
- 쿠리바야시 사미
- 쿠리하라 미키
- 코야마 마리
- 콘도 준코
- 사에키 모모코
- 사다카네 미유키
- 사다히라 마이코
- 사토 야요이
- 사토 유키
- 죠지 유키에
- 스가 유미코
- 다이토쿠 에리
- 타케우치 카나에
- 타케나카 미카
- 타조에 나호코
- 타나카 아사코
- 타나카 미사키
- 타나하시 마이
- 타무라 요코
- 츠키야마 카나
- 텐메이 마이코
- 나카무라 나오미
- 노구치 아야코
- 하시나가 쇼코
- 하다 사오리
- 후지타 마이미
- 후치자와 유키
- 벳푸 아야
- 마에다 마리
- 마츠오 미도리
- 마츠자와 치아키
- 마츠모토 마유미
- 마츠야마 모모코
- 미야자키 루이
- 무토 노리코
- 야스다 미카
- 요시무라 타미
- 요네다 야스미
- 리아도 제이란

### 스포츠
- 아라시로 유키야
- 이케타니 나오키
- 이나모토 준이치
- 이와모토 츠토무
- 우시와타 하즈키
- 오오바야시 모토코
- 카자마 신지
- 키쿠치 유세이
- 키타벳푸 마나부
- 키무라 마야·사야
- 코시카와 유
- 사사키 오사무
- 사와야마 리나
- 타카하시 타츠히코
- 타구치 소
- 타케다 노부히로
- 타네다 히토시
- 나카야마 마키코
- 히노키 모에
- 히노 류쥬
- 히야마 신지로
- 히로사와 카츠미
- 마키노 토모아키
- 마츠자와 치카코
- 마츠다이라 켄타
- 마루야마 카리나
- 미즈우라 타케시
- Mr.Woo
- 미타 토모코
- 미야시타 준이치
- 미야모토 카즈토모
- 무토 토시노리
- 야마세 코지
- 요츠모토 나오미
- 오타니 쇼헤이
- 와다 이요코
- XANADU loves NHC

### 음악 아티스트
- 오오제키 타쿠
- 오카모토 토모타카
- 쿠와야마 테츠야
- 시게모리 아유미
- sona
- 난바 시호
- 후지오카 후지마키
- 후지와라 도잔
- Fried Pride
- 호시바 카나에
- 마이나스타즈
- 마츠우라 유키
- May'n
- 모리야 히로시
- RAM WIRE
- 와다 아키코
- 나노

### 성우
- 마츠나가 아카네
- 하타케야마 코스케
- 타도코로 아즈사
- 오오하시 아야카
- 키도 이부키
- 야마자키 에리

- 쿄카

### 그 외
- 미나미다 유스케
- 다테 쿄코
- 산페이 케이스케
- 고켄이와 유카